# Faye-la-Vineuse

Faye-la-Vineuse este o comună în departamentul Indre-et-Loire, Franța. În 1 ianuarie 2022 avea o populație de 272 de locuitori.